# Tutelle des mineurs (droit français)
En droit français, la tutelle des mineurs désigne la tutelle ouverte pour les enfants mineurs, lorsque les titulaires de l'autorité parentale ne peuvent plus l'exercer. Il s'agit d'une mesure exceptionnelle se distinguant de la tutelle des majeurs puisqu'il n'est pas question d'altération des capacités physiques ou mentales.
La tutelle des mineurs est régie par :
- le Code civil : articles 390 à 413 ;
- le Code de procédure civile : articles 1211 à 1236 et 1253 à 1254-1.

## Ouverture de la mesure
La mesure de tutelle remplace le mécanisme de l’administration légale quand les parents sont décédés ou qu'ils sont privés de l'autorité parentale. Elle s'ouvre également à l'égard d'un enfant dont la filiation n'est pas légalement établie selon l'article 390 du Code civil.
La mesure n'a pas vocation à s'appliquer si l'un des parents détient quand même l'autorité parentale.

## Fonctionnement de la mesure
Dès l'ouverture d'une mesure de tutelle un conseil de famille est obligatoirement crée. 

### Le conseil de famille
Un conseil de famille est obligatoirement constitué pour un mineur. Il est composé d’au moins 4 membres. Les membres du conseil de famille peuvent être des parents (par le sang) et alliés (par l’alliance) des pères et mères du mineur. Les membres sont obligés de se rendre aux réunions sous peine de se voir leur charge retiré sans excuse légitime. 
Le juge doit veiller, dans la mesure du possible, à ne pas laisser sans représentation l'une des branches (paternelle ou maternelle) selon l'article 399 du Code civil.
Le conseil de famille gère également le budget de la tutelle et peut autoriser des actes graves touchant aux biens ou à la personne sous tutelle.
Les décisions sont prises à la majorité simple des votes exprimés. La moitié des membres doivent être présents sinon le juge peut soit ajourner la réunion, soit prendre lui-même la décision en cas d'urgence. La délibération est secrète et ses membres y sont tenus. Enfin, les décisions sont motivées et précisent l'avis des membres quand l'unanimité n'est pas acquise.

### Le tuteur
Les tuteurs peuvent être plusieurs et sont désignés par le conseil de famille. Ils peuvent être contrôlés par un subrogé tuteur, lui-même désigné par le conseil de famille. 
En cas de désignation dans un testament d'un tuteur testamentaire par les responsables légaux du mineur, le conseil de famille est lié par cette désignation. Seul l'intérêt du mineur peut justifier d'écarter ce choix. Le tuteur testamentaire n'est pas obligé d'accepter cette charge.
Ils n'ont pas de voix délibérative lors du conseil de famille.

### Le subrogé-tuteur
Le subrogé-tuteur est désigné par le conseil de famille parmi ses membres. 
Il est informé et consulté pour tous les actes important accompli par le tuteur. Il contrôle également l'action des tuteurs. Il doit ainsi rendre compte immédiatement de tout acte passé par les tuteurs pouvant constituer une faute au juge des tutelles. Il peut engager sa responsabilité s'il ne remplit pas cette fonction.
S'il assiste au conseil de famille, sa voix est consultative.
Sa mission s'achève en même temps que celle du tuteur.

### Le juge des tutelles
Le juge des tutelles est le juge aux affaires familiales. Il est chargé de désigner puis présider le conseil de famille (article 399 du Code civil).
Il peut prendre des mesures d'urgence en cas d'impossibilité pour le conseil de siéger.

### Le mineur
Le mineur âgé de plus de 16 ans, ou de moins de 16 ans doté de discernement, peut demander la réunion du conseil de famille. 
Il peut assister aux réunions du conseil, mais il ne dispose pas d'un droit de vote. Son avis est seulement consultatif.

## Recours

### Annulation d'une délibération du conseil de famille[16]
Les décisions du conseil de famille peuvent faire l'objet d'un recours devant la cour d'appel. Ce recours est ouvert à tous les membres du conseil. Il doit être exercé dans les 15 jours à compter de la délibération ou de la notification. La constitution d'avocat n'est pas obligatoire.

### Action en nullité[17]
L'action en nullité pour dol ou fraude peut être exercée par le tuteur, le subrogé tuteur, les membres du conseil, le procureur de la République ou le mineur devenu majeur. 
La prescription court à partir de la découverte du fait dolosif ou étant à l'origine de la fraude. Elle est de 2 ans à partir de la délibération (ou de la majorité du mineur).

### Action en justice du mineur
Tous les organes sont responsables du dommage résultant d'une faute dans l'exercice de leur fonction. Si l'action est dirigée vers le juge des tutelles ou le directeur des services de greffe judiciaires ou le greffier, c'est l'Etat qui est responsable. Il peut alors former une action récursoire.
Le mineur placé sous tutelle peut engager l'action dans les 5 ans suivant sa majorité.

## La fin de la mesure
Selon l'article 393 du Code civil, la tutelle prend fin à l'émancipation du mineur ou à sa majorité. Elle prend également fin en cas de jugement de mainlevée passé en force de chose jugée ou en cas de décès de l'intéressé. La reconnaissance postérieure par l'un des parents peut également mettre fin à la mesure (article 392 du Code civil).